# Fobos (mytologie)
Fobos (řecky Φόβος, strach; latinsky Phobus) je v řecké mytologii synem boha války Area a bohyně krásy a lásky Afrodíté, jejichž protějšky v římské mytologii jsou Mars a Venuše.
Fobos je bratrem Deimovým (řecké δεῖμος deimos označuje hrůzu) a společně doprovázejí boha války, svého otce Area, do všech bitev a jsou všudypřítomní jako zosobnění hrůzy a děsu uprostřed válečné vřavy.
Tuto hrůznou společnost doplňuje Enýó, bohyně války, sestra Areova, krutá a zuřivá. A také družina Kér, bohyň smrti, zejména násilných. Těch jsou zástupy, obcházejí bojiště oděny v krvavých cárech a vysávají krev z mrtvých a raněných. Všichni tito tvorové jsou nenáviděni bohy i lidmi.
Podle obou postav byly v moderní době pojmenovány měsíce Marsu, Phobos a Deimos.